# 佩恩鎮區 (愛荷華州麥迪遜縣)
佩恩鎮區（英語：Penn Township）是位於美國愛荷華州麥迪遜縣的一個行政鎮區。

## 地方資料
根據2010年美國人口普查的數據，佩恩鎮區的面積為91.42平方千米，當中陸地面積為91.42平方千米，而水域面積為0.00平方千米。當地共有人口720人，而人口密度為每平方千米7.88人。